# Francis Tregian
Francis Tregian (1548–1608) foi um nobre inglês católico, filho de John Tregian de Probus (Cornualha) e de Catherine Arundell. Também chamado de "o Recusante", Tregian ficou conhecido especialmente por causa de sua heróica resistência ao regime elisabetano, sob o qual padeceu vinte e oito anos na prisão. Ele foi o pai de Francis Tregian, 'the Younger', que ficou conhecido pelo seu trabalho como copista de música.

## Vida
Sabe-se que Francis nasceu em 1548, porém nenhuma outra informação a respeito de seus primeiros vinte anos de vida é conhecida.
Com a morte do pai, quando tinha aproximadamente 16 anos, Francis herdou muitas propriedades, entre as quais as mansões de Bedock, Landegy e Carvolghe, e a casa da família, chamada 'Golden', na paróquia civil de Probus, próximo a Truro. Casou-se com Mary Stourton, com quem teve muitos filhos.

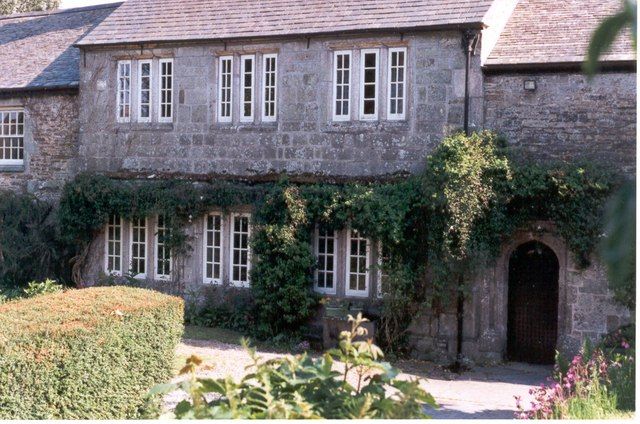
A Mansão Golden

Em 1576, Tregian abrigava em sua casa um padre católico, São Cuteberto Mayne, que se passava por seu mordomo para ocultar-se da perseguição protestante. Cuteberto Mayne era um dos padres seminaristas (como eram chamados os padres formados em seminários ingleses ou casas de estudo no continente europeu depois da introdução de leis proibindo o catolicismo romano na Grã-Bretanha). Em 8 de junho de 1577, o xerife da Cornualha, Sir Richard Grenville cercou sua residência ajudado por algumas centenas de homens e prendeu ambos, Francis e Cuteberto, o qual fora executado mais tarde naquele mesmo ano. Tregian foi também condenado à morte, mas sua sentença foi mudada para prisão. Ele foi encarcerado em Windsor e depois em várias prisões de Londres, durante vinte e oito anos, até que foi liberto pelo rei Jaime I de Inglaterra.
Depois do perdão de Jaime , Tregian esteve em Madrid, onde desfrutou de uma pensão do rei Filipe III de Espanha.
A execução de Cuthbert Mayne marcou o início da investida do violento regime elisabetano contra os dissidentes católicos, regime do qual uma das mais célebres vítimas foi o santo Edmundo Campion, executado em 1581.
Francis Tregian estava na Prisão de Fleet, em Londres, no momento da execução de Campion, mas seu amigo íntimo Thomas Pounde, irmão leigo jesuíta, estava na Torre de Londres com Campion. Os sofrimentos de Tregian e Campion fazem parte da história da perseguição aos católicos relatada na primeira parte do longo poema de Pounde, "A Challenge unto Foxe the Martyrmonger...with a comfort unto all afflicted Catholics", provavelmente dedicado a Tregian. Tal poema, que teria sido escrito e confiscado em 1581, sobreviveu em um único manuscrito nos Arquivos Nacionais. Ainda, a Torre e a Fleet ficavam separadas por pouco mais da largura do rio Tâmisa e, considerando que manuscritos e livros clandestinos circulavam entre todas prisões de Londres, não seria surpreendente um manuscrito de Pounde sendo transmitido da Torre para Fleet.

## Morte

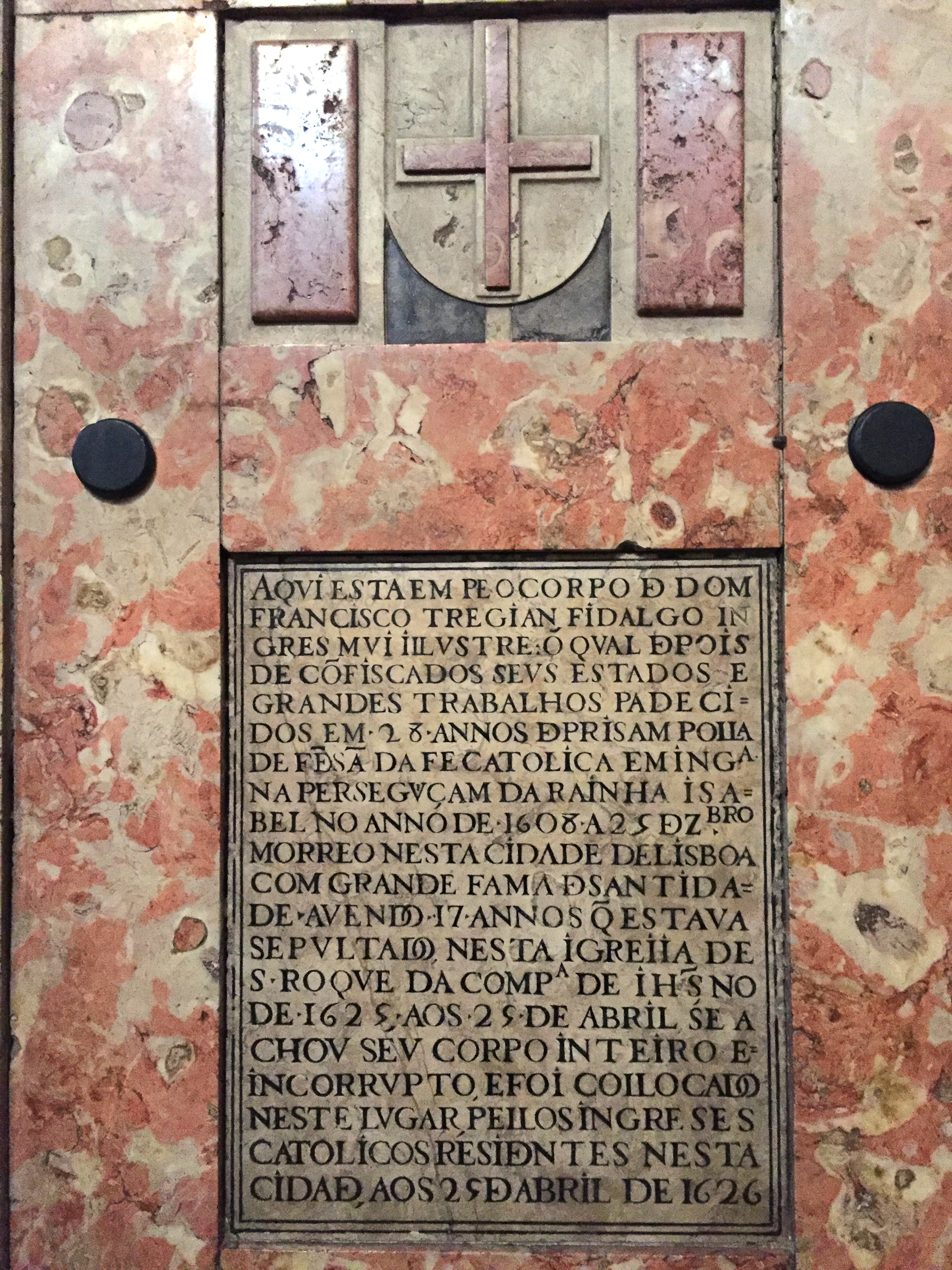
Túmulo de Francis Tregian (sob o púlpito), Lisboa

Refugiou-se em Lisboa, sendo acolhido na Casa professa de São Roque, da Companhia de Jesus. Francis Tregian morreu em Lisboa, a 25 de Dezembro de 1608, com fama de santidade e foi enterrado na Igreja de São Roque, da Companhia de Jesus, dada a proximidade que tinha aos jesuítas ingleses perseguidos.
Em 1625, católicos ingleses exumaram o corpo de Francis para enterrá-lo novamente em pé, sob o púlpito esquerdo da igreja, como símbolo de longa resistência contra a rainha Isabel I. . Em seu túmulo, a seguinte inscrição: 
Aqui está em pé o corpo de Dom Francisco Tregian,
fidalgo ingres (inglês) mui ilustre o qual depois de
confiscados seus estados, e grandes trabalhos
padecidos em 28 anos de prisão pela defesa da fé católica
em Inglaterra na perseguição da Rainha Isabel no ano de 1608
a 25 de dezembro morreu nesta cidade de Lisboa com grande
fama de santidade havendo 17 anos que estava sepultado,
nesta Igreja de São Roque da Companhia de Jesus no ano de 1625
aos 25 de abril se achou seu corpo inteiro e incorrupto,
e foi colocado neste lugar, pelos ingreses (ingleses)
católicos residentes nesta cidade, aos 25 de abril de 1626.